# Lê Quốc Trung (chính khách)
Lê Quốc Trung (sinh năm 1943) là đại biểu Quốc hội Việt Nam khóa XI, thuộc đoàn đại biểu Bình Thuận, nguyên Tổng giám đốc Thông tấn xã Việt Nam (2001-2006).

## Tiểu sử
Lê Quốc Trung sinh ngày 1 tháng 12 năm 1943, người dân tộc Kinh, không theo tôn giáo nào.
Ông có quê quán tại xã Nam Tiến, huyện Nam Trực, tỉnh Nam Định.
Ông là cử nhân văn học học, đảng viên Đảng Cộng sản Việt Nam, có trình độ cao cấp lí luận chính trị của đảng này.
Khi là đại biểu Quốc hội Việt Nam khóa 11 tỉnh Bình Thuận, ông đang làm việc ở Thông tấn xã Việt Nam.
Ông giữ các chức vụ: Bí thư Ban cán sự Đảng, Ủy viên Thường vụ Đảng ủy Thông tấn xã Việt Nam, Tổng giám đốc Thông tấn xã Việt Nam; Uỷ viên Uỷ ban Đối ngoại của Quốc hội khóa 11.